# The Sims 4: Стрелы купидона
The Sims 4: Стрелы купидона (англ. The Sims 4: Lovestruck) – 16-е дополнение к компьютерной игре The Sims 4, выход которого состоялся 25 июля 2024 года. Основная тема — романтические, любовные взаимодействия между симами, романтические события. Динамика любовных отношений, предпочтения и игровой мир — город, отсылающий к мегаполисам Латинской Америки. Аналогичные дополнения, выпущенные к предыдущим играм серии — The Sims: Hot Date и «The Sims 2: Ночная жизнь».
Разработка дополнения исходила из желаний игроков усовершенствовать романтические взаимодействия в The Sims 4. Основная часть разработки пришлась на усовершенствовании искусственного интеллекта симов и создании дополнительных динамик в отношениях. В этом плане разработка «Стрел Купидона» была схожа с «Жизненным путём», но с основным акцентом на семейные отношения.
Дополнение получило смешанные отзывы. С одной стороны критики оценили улучшенную динамику отношений, делая их реалистичнее, разнообразнее и непредсказуемее. С другой стороны они указали на очевидный недостаток игрового контента и слабую проработанность игрового мира

## Игровой процесс
Дополнение «Стрелы купидона» расширяет игровой процесс, связанный с романтическими взаимодействиями, внешние предпочтения, взаимодействия романтического характера, например сексапильный танец, танцы в костюмах перед сексом. Среди объектов для взаимодействия было добавлено например одеяло для пикника, которое можно расстилать на улице и любоваться звёздами на нём, возможность заняться ву-ху в трёх дополнительных местах или кровать в форме сердца, на которой можно лёжа обниматься. Сим может работать консультантом в романтических отношениях.
Для дополнения была усовершенствована механика свиданий. Игрок может позвать на свидание более двух симов, менять место свидания по своему желанию. Другие неигровые персонажи не вмешиваются в ход свидания. Для свиданий доступны разные сценарии, игрок может, например, подобрать занятия для свидания и приглашать других персонажей.
Симы могут пользоваться приложением «Уголок Купидона», чтобы создать собственный профиль и искать там потенциальных партнёров из онлайн-галереи на основе собственных предпочтений, а также составлять список фаворитов.  
В дополнение были добавлены четыре типа романтических отношений — здоровые отношения, где любовь симов подкреплена дружественными отношениями; страстные отношения — где физическая близость играть главную роль; напряженные отношения — где персонажи одновременно испытывают друг к другу влечение, но имеют плохие отношения и непредсказуемые отношения — где постоянно возникают конфликты и перемирия. Важную роль в отношениях играет так называемая удовлетворённость отношениями у сима, которая зависит от частоты и характера романтических взаимодействий. Сим может умереть от разбитого сердца, если переживёт слишком много расставаний.
Дополнение вводит навык романтики, который сим может усвоить через романтические взаимодействия, чтобы получить доступ к новым романтическим взаимодействиям, вроде страстного поцелуя или поцелуя в шею. Симы с прокачанным навыком также смогут лучше оценивать потенциальных партнёров и легче сближаться с ними. В «Стрелы купидона» также введена механика привлекающих и отталкивающих черт. Они играют важную роль в формировании любовных отношений, в том числе и на уже сформированные отношения, то, насколько счастливыми и удовлетворёнными симы будут себя чувствовать в отношениях. Также в игру введена механика полиаморфных отношений и система границ в отношениях, в том числе возможность настраивать уровень ревности у выбранного сима.
Вместе с дополнением в The Sims 4 был добавлен игровой мир — мегаполис Сьюдад-Энаморада (исп. Ciudad Enamorada) или в переводе «Город влюблённых», подходящий для романтических встреч. В городе есть три района и 13 игровых участков. Его центральный район — Виста-Эрмоса благоустроен пешеходными зонами и парками, подходящими для свиданий. Плаза-Марипоса представляет собой жилой пригородный район, а Нуэво-Корасон в верхней части города — представляет собой район с элитными заведениями и пентхаусами. Симы могут снимать номера в местном мотеле. В дополнение вводится тип участка «Место встреч одиночек», которые любят посещать симы, находящиеся в поисках отношений.
| Основной список расширений  | Описание                                                                                             |
| --------------------------- | --- |
| Главная тема дополнения     | Любовные отношения                                                                                   |
| Новый игровой мир           | Сьюдад-Энаморада                                                                                     |
| Стиль нового игрового мира  | Мехико                                                                                               |
| Новый тип участка           | Место встреч для одиночек                                                                            |
| Расширение геймплея         | Улучшенная динамика в любовных отношениях между симами, сайт знакомств, романтические взаимодействия |
| Новые навыки                | романтика                                                                                            |
| Новые интерактивные объекты | Карточная игра, сундук с костюмами, плед для пикника, коробка с конфетами, кровать в форме сердца    |
| Стиль мебели                | Ночной клуб, бордель                                                                                 |
| Предметы коллекционирования | Аксолоткли                                                                                           |
| Новый вид смерти            | Смерть от разбитого сердца, cмерть от удушья                                                         |
| Новая карьера               | Консультант по романтическим отношениям                                                              |

## Разработка
Говоря об идее дополнения, посвящённой романтике, разработчики упоминали желания старых фанатов видеть в игре романтические взаимодействия из более старых игр серии, которые были убраны из The Sims 4. Разработчики упоминали о выпущенном раннее дополнении «Жизненный пусть», которое позволило игрокам рассказать гораздо больше историй о семейных связях, разработчики тогда решили создать аналогичное дополнение, но уже сосредоточенное на развитии любовных связей и изучении симов собственных границ. 
Разработка дополнения началась с переработки механики свиданий, присутствовавшей в базовой The Sims 4 и которая страдала от ряда фундаментальных недостатков, а также добавить больше романтических взаимодействий. В процессе разработки была доработана и усовершенствована механика отношений, чтобы сделать их разнообразнее и реалистичнее и создать раннее невозможные сценарии в отношениях. В дополнение была введена механика эмпатии и антипатии на основе внешних признаков и которая оказывает прямое влияние на развитие отношений. Аналогичная механика быша встроена в The Sims 2, степень романтического притяжения может меняться по мере того, как сим лучше узнаёт потенциального партнёра.
Механика романтических отношений была усложнена, игрок помимо притягательных и отталкивающих черт должен будет учитывать романтические границы симов, чтобы не спровоцировать разрыв отношений, а также сохранять здоровый климат в отношениях, учитывая интересы и личные границы симов. Были также добавлены сценарии, учитывающие стремление восстановить раннее испорченные отношения. Разработчики также добавили навык романтики, открывающий симу раннее скрытые романтические взаимодействия. Разработчики переработали меню диалогов и добавили меню, ориентированное на отношения, чтобы игровой сим мог выяснить уровень влечения к себе со стороны других симов, чтобы решить стоит ли ему продолжать эти отношения. Также были исправлены основные недостатки в геймплее, связанные с романтикой, например, когда посторонние симы вмешивались в свидания управляемого персонажа. Создатели заметили, что технически разработка «Стрел Купидона» была схожа с «Жизненным путём», в обоих дополнениях основной акцент сделан на усовершенствовании и усложнении искусственного интеллекта и динамики отношений между симами, но в «Жизненном пути» это была семейная динамика между родственниками и поколениями.
Город Сьюдад-Энаморада был вдохновлён Мехико, столицей Мексики. Для создания участков для города привлекались игроки из Мексики. Добавленная с дополнением коллекция мебели создана в стиле ар-деко. В дополнении также была добавлена культовая среди фанатов франшизы кровать в форме сердца к аналогичной кровати из The Sims 1.

## Анонс и выход
Первые отсылки на тематику будущего расширения были опубликованы ещё в мае 2024 года вместе с так называемой дорожной картой обновлений и дополнений к The Sims 4 на предстоящее лето. О предстоящем выходе дополнения и его основной теме стало известно ещё в середине июня 2024 года в результате серии информационных утечек. Официальный анонс дополнения состоялся 27 июня 2024 года, в этот же день вышел трейлер. Игроки, cделавшие предзаказ или раннюю покупку дополнения, получат несколько бонусных предметов. Выход дополнения состоялся 25 июля 2024 года на платформах ПК, Mac, PlayStation 4, PlayStation 5, Xbox One и Xbox S/X.
Вместе с выходом обновления для The Sims 4 вышло бесплатное обновление, вводящее механику полиаморфных отношений, игрок может устанавливать для игрового сима границы допустимых романтических взаимодействий или «уровень ревности» при наличии отношений уже с другим симом. Возможность встречаться с несколькими персонажами всегда присутствовала в играх The Sims, но только в форме акта неверности и с сопутствующими рисками. В преддверии выхода, в рамках рекламной кампании, EA Games создала вымышленный аккаунт с Беллой Гот в приложении знакомств tinder.
Многие фанаты The Sims 4 выразили разочарование тематикой дополнения, утверждая, что многие нововведения в дополнении должны быть частью базового игрового процесса, учитывая ограниченное количество романтических анимаций в симуляторе жизни и несовершенную механику свиданий, чьи недостатки многие игроки компенсировали установкой порно-мода WickedWhims. Наиболее аналогичный «Стрелам купидона» геймплей предоставлял мод Wonderful Whims — лёгкая и эротичная версия WickedWhims. Редакция Gamespot выразила озабоченность тем, что после выхода «Стрел Купидона» EA может развернуть борьбу с Wonderful Whims и подобными ему модами из-за того, что они уже раннее бесплатно предоставляли механики, представленные в дополнении.

## Музыка

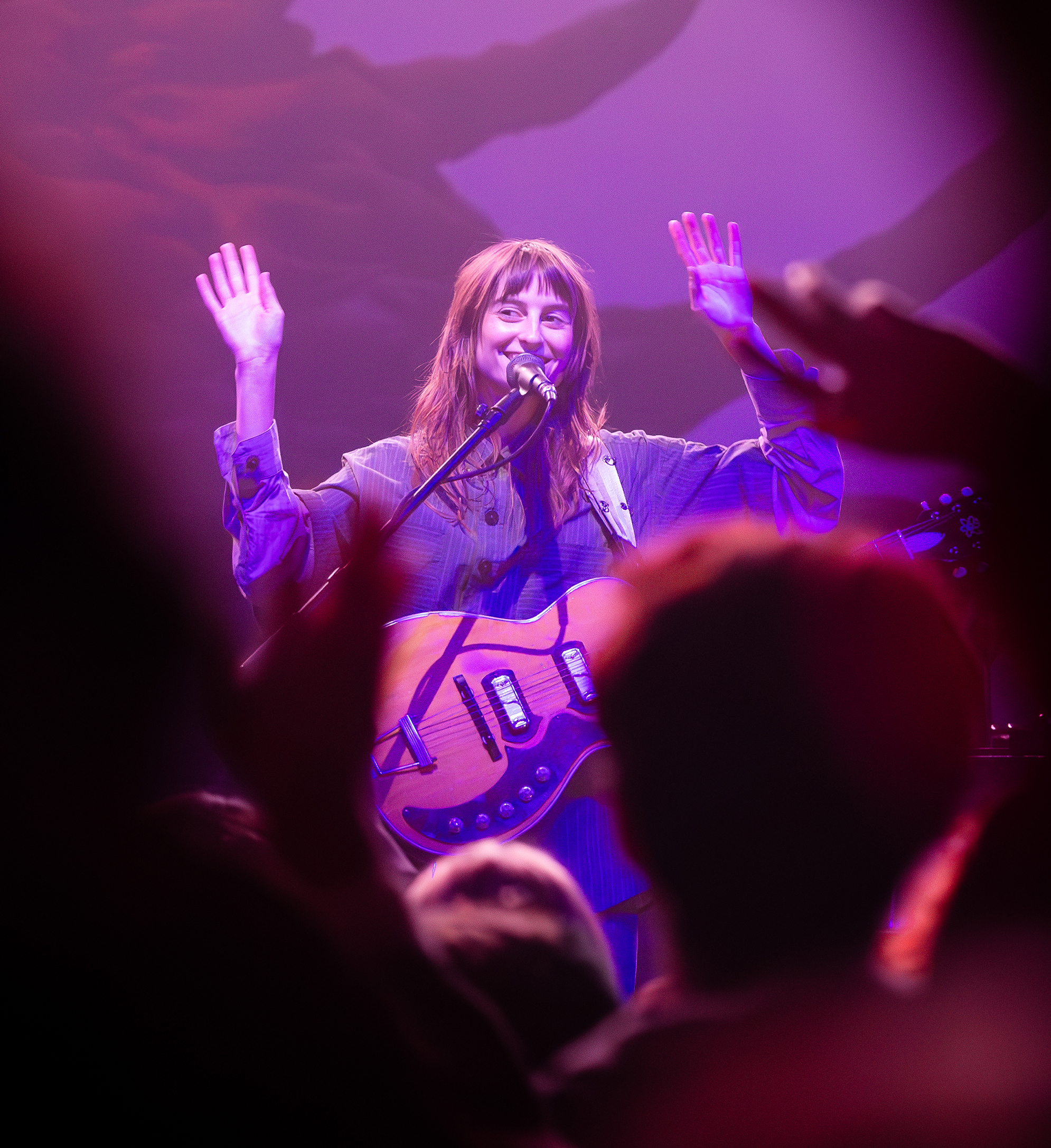
Файе Уэбстер

Для дополнения свои песни на симлише перезаписали певцы, вместе с дополнением была добавлена радиостанция с музыкой жанра «романтика». Для дополнения свои песни записали например Файе Уэбстер, Фабиана Палладино, Goat Girl и другие.
| №   | Название                      | Автор(ы)                                      | жанр/звучит в? | Длительность |
| --- | ----------------------------- | --------------------------------------------- | -------------- | ------------ |
| 1.  | «Ay Ay»                       | Matisse                                       | романтика      | 3:15         |
| 2.  | «Brindo»                      | Mario Bautista                                | романтика      | 3:06         |
| 3.  | «Caramelo»                    | Pahua                                         | романтика      | 3:17         |
| 4.  | «In A Good Way»               | Файе Уэбстер Faye Webster                     | романтика      | 3:48         |
| 5.  | «Perfect Someone»             | SOFI TUKKER                                   | романтика      | 4:39         |
| 6.  | «Tu Y Yo»                     | Richaelio и Claudia Cecilia Lopez             | романтика      | 2:51         |
| 7.  | «Un Dia Entenderas»           | DannyLux                                      | романтика      | 3:27         |
| 8.  | «Touchin'»                    | Honey Bxby                                    | R&B            | 3:17         |
| 9.  | «Can You Look In The Mirror?» | Fabinana Palladino                            | поп            | 3:20         |
| 10. | «Too Slow»                    | Мод Латур                                     | поп            | 2:05         |
| 11. | «Zo Hungwah»                  | Asher Nova                                    | поп            | 3:12         |
| 12. | «You Wish»                    | Flyana Boss                                   | хип-хоп        | 2:00         |
| 13. | «Cruise»                      | TroyBo                                        | электро        | 2:22         |
| 14. | «Stop!»                       | Mexican Institute of Sound feat. Ceci Bastida | электро        | 3:17         |
| 15. | «Good 2 Yourself»             | Life In Sweatpants                            | инди-рок       | 3:03         |
| 16. | «words fell out»              | Goat Girl                                     | инди-рок       | 3:03         |

## Восприятие
| Сводный рейтинг    | Сводный рейтинг |
| Агрегатор          | Оценка          |
| ------------------ | --------------- |
| Metacritic         | 72/100          |
| Иноязычные издания |                 |
| Издание            | Оценка          |
| Drestructoid       | 7.5             |
| Digital Spy        | [ 35 ]          |
| XGN                | 7/10            |
| wccftech           | 6.5             |
| Screen Rant        | [ 38 ]          |

Дополнение получило смешанные отзывы, средняя оценка на агрегаторе Metacritic составила 72 балла из 100 возможных. 
Критики Digital Spy и Screen Rant указали на схожесть «Стрел Купидона» с «Жизненным путём» в том плане, что оба этих дополнения сосредоточены на улучшении динамики отношений, только если раннее дополнение улучшало динамику родственных отношений, то «Стрелы купидона» сосредотачивается на романтических. Критик Screen Rant заметила, что дополнение возвращает некоторые полюбившиеся старым фанатам механики из The Sims: Hot Date и «The Sims 2: Ночная жизнь». Критик Digital Spy назвала дополнение приятным, в некотором степени дерзким для The Sims 4 с его возрастным рейтингом.  Представитель сайта Screenrant заметил, что «Стрелы купидона» особенно оценят игроки консольных версий The Sims 4, учитывая тот факт, что консольные игроки не могут пользоваться модами, а значит и многочисленными эротическими и порнографическими модификациями, созданными для The Sims 4 за последние 10 лет.
Критики сошлись во мнении, что дополнение «Стрелы Купидона» ощущается пустым и предлагает слишком мало игрового материала по меркам своей цены, по количеству контента скорее напоминающий игровой набор. Многие функции ощущаются недоработанными, дополнение ощущается пустым во многих моментах. Критик Screen Rant заметил тревожную тенденцию по выпуску мини-дополнений, которые добавляют какой то один прочный основополагающий элемент, но в остальном же выглядят маленькими, недоработанными. Представительница PCGamesn заметила, что в сравнении с аналогичными дополнениями к предыдущим играм The Sims, «Стрелы Купидона» далеко не впечатляют количеством новых анимаций.
Игровой мир получил сдержанные оценки. В частности критики выразили разочарование малыми размерами кварталов, количеством участком, заметив, что Сьюдад-Энаморада в целом выглядит, как красивая, но пуская декорация. Отдельно критиков разочаровал факт того, что разрекламированный в анонсе городской мотель оказался кроличьей норой. Критик wccftech заметила тревожную тенденцию всё более скудно проработанных игровых миров, выпускаемых в поздних дополнениях. Вспоминая свои жалобы по поводу пустых миров в поздних дополнениях, критик Screen Rant заметила, что Сьюдад-Энаморада чувствуется ещё более пустым и закрытым.
Критикам Screen Rant и  Destructoid не понравилась предоставленная в дополнении коллекция мебели,  назвав её стиль сугубо специфическим и непригодным для оформления. Критик wccftech увидел в коллекции предметов, особенно вибрирующей кровати отсылку к The Sims 1.

### Романтика
Критики похвалили дополнение за улучшенную механику романтических отношений. Ряд критиков заметили, что развитие отношений стало гораздо реалистичнее, разнообразнее и непредсказуемее с учётом системы эмпатий, антипатий и личных границ. Это выгодно отличается от исходной и монотонной механики романтики в базовой версии The Sims 4, в которой романтические отношения достигаются рядом последовательных взаимодействий. Представитель wccftech был очарован, наблюдая за симами, которые во время флирта могли вести себя мило и смущённо или же наоборот дерзко и смело. Резензент PCGamesn заметил, что дополнение представило самую реалистичную динамику отношений в истории The Sims. Критик Destructoid заметила, что вышеперечисленные нововведения чувствуются на столько фундаментальными, что их просто необходимо было добавить в базовую версию The Sims 4. Представительница ScreenRant заметила, что улучшенная динамика отношений может стать прекрасной основой для тех игроков, которые любят создавать истории. Представители Screen Rant и wccftech выразили разочарование отсутствием интересных черт характера и жизненных стремлений.
Критик Destructoid назвала приложение «Уголок Купидона» лучшей механикой, предоставленной с дополнением, позволяя мгновенно подбирать подходящих партнёров а также похвалила функцию настройки допустимых взаимодействий на свиданиях, заметив, что игровой персонаж больше не будет вынужден целоваться на каждом свидании. Наоборот представительница wccftech назвала целом интересную концепцию приложения знакомств интересной, но плоско реализованной и непроработанной. Критик wccftech однако оценила новые типы свиданий и возможность самому выбирать цели для свиданий, наоборот представительница Digital Spy назвала систему настройки свиданий слишком жёсткой и ограничивающей, делая свидания скучными и предсказуемыми. Критик однако оценила возможность посещать свидание вслепую. 